# Саут-Банк
Саут-Банк (англ. South Bank) — район Лондона, південний берег Темзи.
На початок XIX століття⁣, а південний берег Темзи став дуже важливим районом міської забудови, що розширюється. Тут виникло багато складських приміщень, причалів, з'явилися житлові масиви. 